# Lazarev Trough
Lazarev Trough – rów oceaniczny na Oceanie Południowym. Rozciąga się od Morza Davisa do Ziemi Wiktorii na dystansie 3500 km, w odległości od 50 do 100 km od wybrzeża kontynentu. Ma około 40 km szerokości. Został nazwany przez Galinę Agapową z Rosyjskiej Akademii Nauk na cześć rosyjskiego odkrywcy Michaiła Łazariewa.